# Anna Bocson
Anna Bocson (dekliški priimek Wojtaszek, ločena Pazera), poljsko-avstralska atletinja, * 25. november 1936, Krzanowice, Poljska.
Od leta 1958 je tekmovala za Avstralijo . Nastopila je na poletnih olimpijskih igrah v letih 1956, 1960 in 1964, osvojila je šesto in deveto mesto v metu kopja. Na igrah skupnosti narodov je v isti disciplini osvojila zlato, srebrno in bronasto medaljo. 24. julija 1958 je postavila svetovni rekord v metu kopja, ki je veljal do oktobra istega leta. 